# Mägdeturm

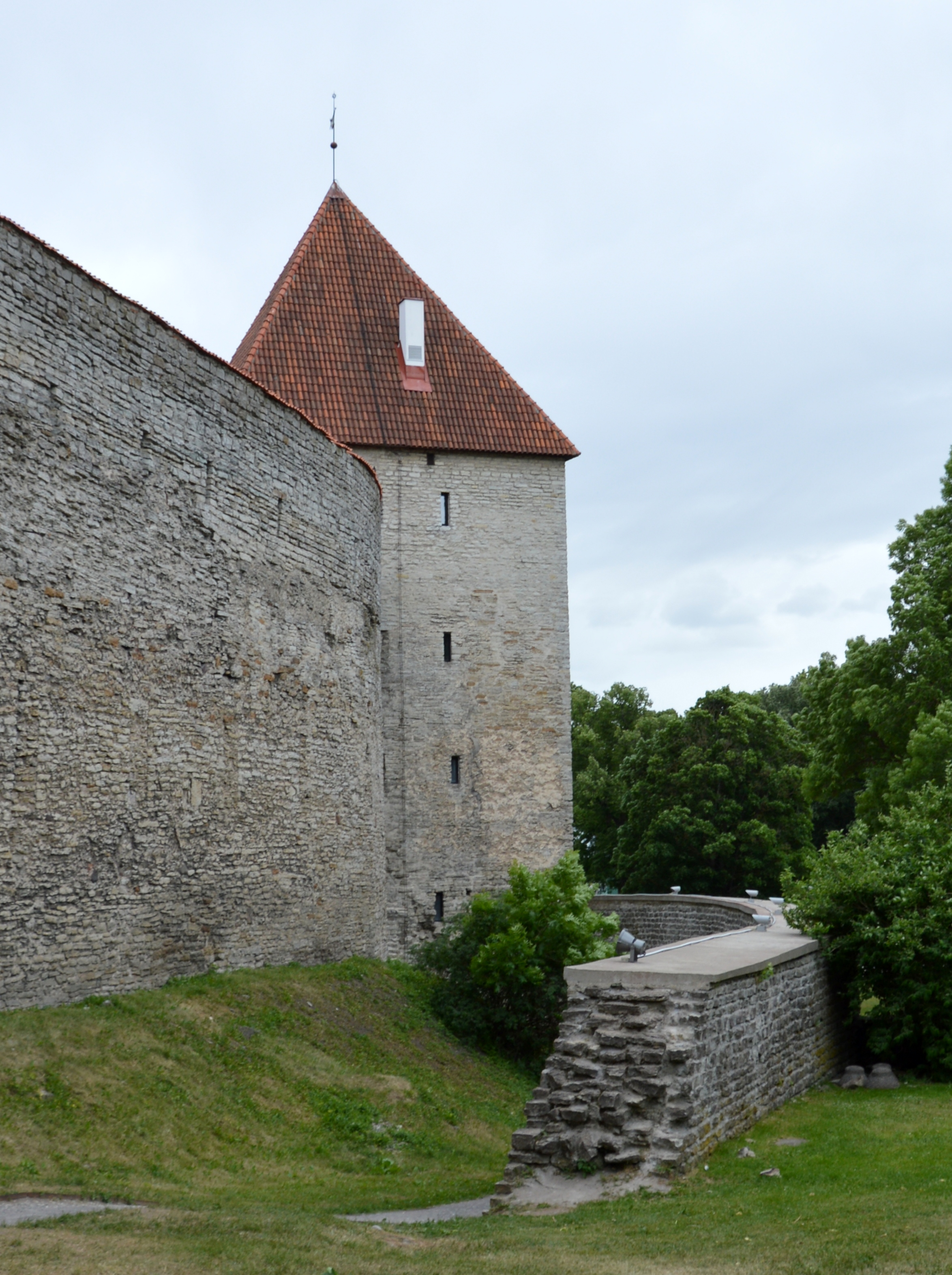
Mägdeturm, 2018

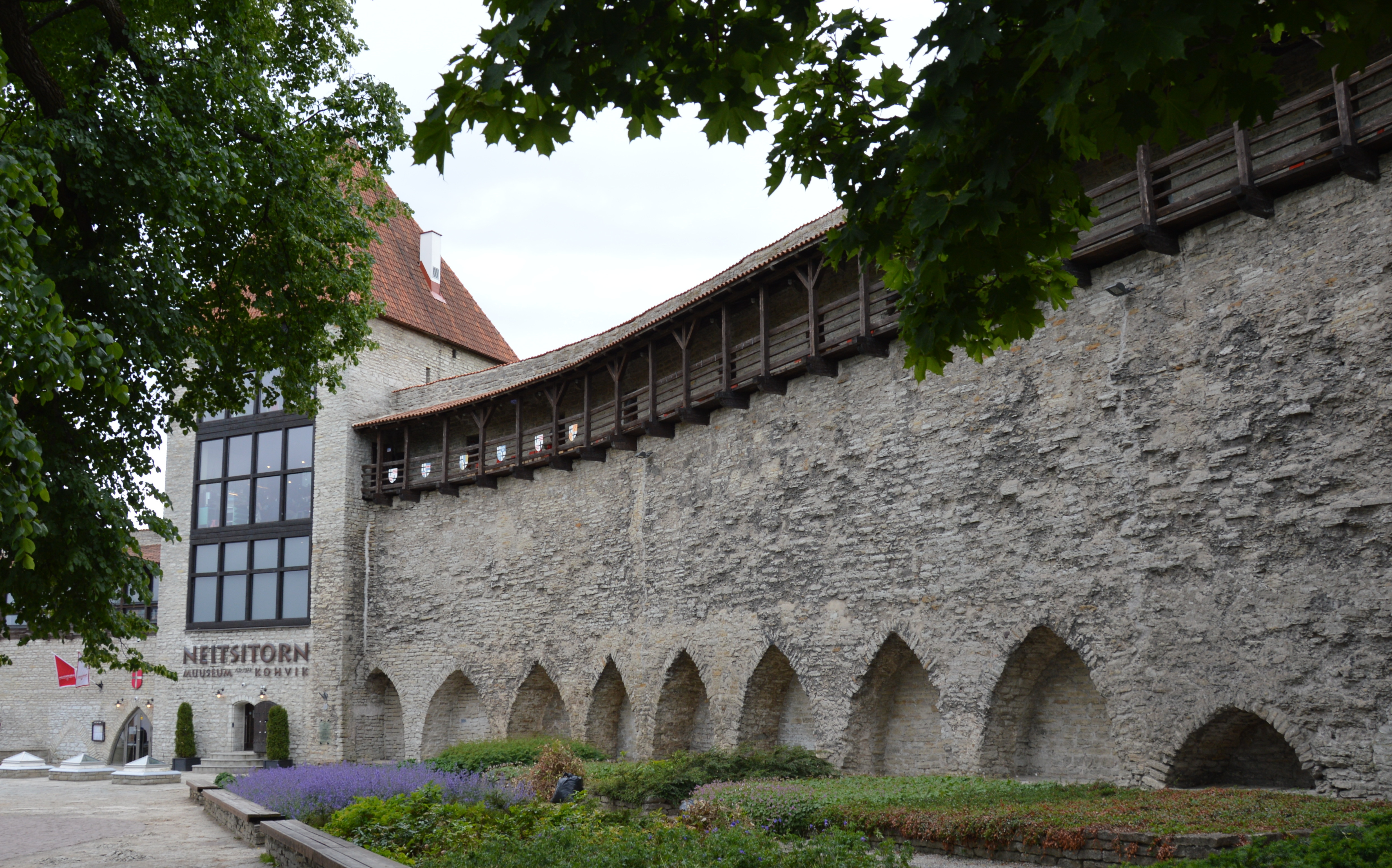
Stadtseite mit Stadtmauer

Der Mägdeturm (estnisch Neitsitorn oder Megede torn) ist ein Wehrturm der Revaler Stadtbefestigung in der estnischen Hauptstadt Tallinn (Reval).

## Lage
Er steht an der südwestlichen Seite der Revaler Altstadt am Sieversschen Garten, Kurzer Domberg 9 a (estnisch Lühike jalg 9 a). Benachbarte Wehrtürme sind der Turm Kiek in de Kök im Süden und der Marstallturm im Norden. Direkt an den Turm grenzt die Mauer der historischen Stadtbefestigung an. Bei dem Turm befindet sich der Garten des Dänischen Königs.

## Architektur und Geschichte
Der auf trapezförmigem Grundriss errichtete Mägdeturm entstand zwischen 1370 und 1373, eine erste urkundliche Erwähnung ist aus dem Jahr 1373 überliefert. 1461/62 wurde er aufgestockt. Dabei erhielt er auch eine neue, überdachte Brüstung mit Schießscharten, die durch einen Querbalken im unteren Teil auch für größere Feuerwaffen wie Arkebusen geeignet war. Im Mittelalter soll er als Gefängnis für Frauen, insbesondere Prostituierte gedient haben. Andere Überlieferungen sagen, dass hier junge Frauen inhaftiert wurden, die eine Heirat mit dem von den Eltern ausgesuchten Bräutigam verweigerten. Tatsächlich geht der Name wohl auf den Turmhauptmann Hinse Meghe zurück, sodass der ursprüngliche Name Megheturm lautete und sich später in Mägdeturm wandelte.
Im Livländischen Krieg wurde der Turm stark beschädigt. Er wurde zwar später instand gesetzt und wiederholt umgebaut, hatte jedoch infolge der veränderten Waffentechnik keine militärische Bedeutung mehr. Zwischen 1842 und 1960 wurde der Turm zu Wohnzwecken und als Kunstatelier genutzt. So wohnten und arbeiteten dort die Künstler Kristjan und Paul Raud in dem Turm. Die Front auf seiner Nordostseite hatte große Fenster, was zu einem großen hellen Raum im Inneren führte. Nach dem Zweiten Weltkrieg wohnte der bekannte estnische Architekt Karl Burman fast zwanzig Jahre im Mägdeturm. Im Jahr 1968 wurde der Turm rekonstruiert. Am 31. Dezember 1980 eröffnete im Mägdeturm das Café Neitsitorn, das jedoch Anfang der 1990er Jahre wieder schloss. Im 21. Jahrhundert wurden ein Museum und erneut ein Café im Mägdeturm eröffnet. In einem Gewölbekeller befindet sich eine Ausstellung.
Der Legende nach sollen im Turm Geister spuken, andere Quellen weisen dies dem benachbarten Marstallturm zu.